# Паланга (Арджеш)
Паланга (рум. Palanga) — село у повіті Арджеш в Румунії. Входить до складу комуни Попешть.
Село розташоване на відстані 80 км на захід від Бухареста, 48 км на південь від Пітешть, 101 км на схід від Крайови, 140 км на південь від Брашова.

## Населення
За даними перепису населення 2002 року у селі проживали 342 особи, усі — румуни. Усі жителі села рідною мовою назвали румунську.